# Сенявські

Герб Леліва

Герб Леліва пізніх Сенявських

Сеня́вські (рідше — Сєнявські, Синявські) гербу Леліва (пол. Sieniawscy) — шляхетський рід Польського королівства й Речі Посполитої. Представлений у Руському воєводстві. Родове прізвище походить від назви родового поселення — Сеняви у Галичині. Одним з перших чи першим відомим представником був Гунтер з Сеняви — суддя з Львівської землі (помер 1494 р.). Один з його синів Іван став підписуватись Бж(р)оздовський.  Бережанський замок став одним з родових «гнізд». Основна гілка не загасла…

## Історія

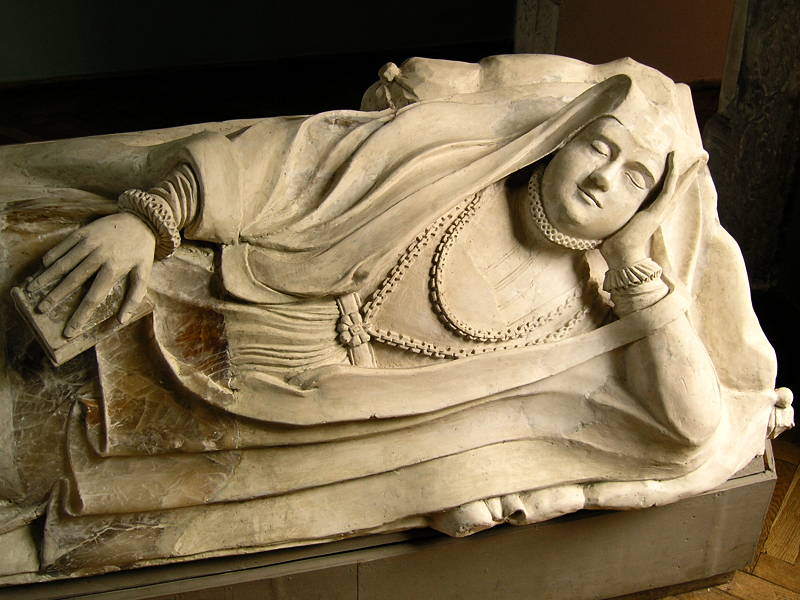
Надгробок Анни Сенявської (1574 р., гіпс), нині в Олеському замку

У 16 — на початку 18 століття посідав високі державно-військові посади в Речі Посполитій та володів великими маєтностями, зокрема, в Галичині (їхньою початковою резиденцією було м. Сенява) і на Поділлі (Сатанів та інші). Були пов'язані шлюбами з впливовими родинами: Ягеллонами, Язловецькими, Радзивіллами, Бучацькими-Творовськими, Потоцькими, Чорторийськими тощо.

## Представники

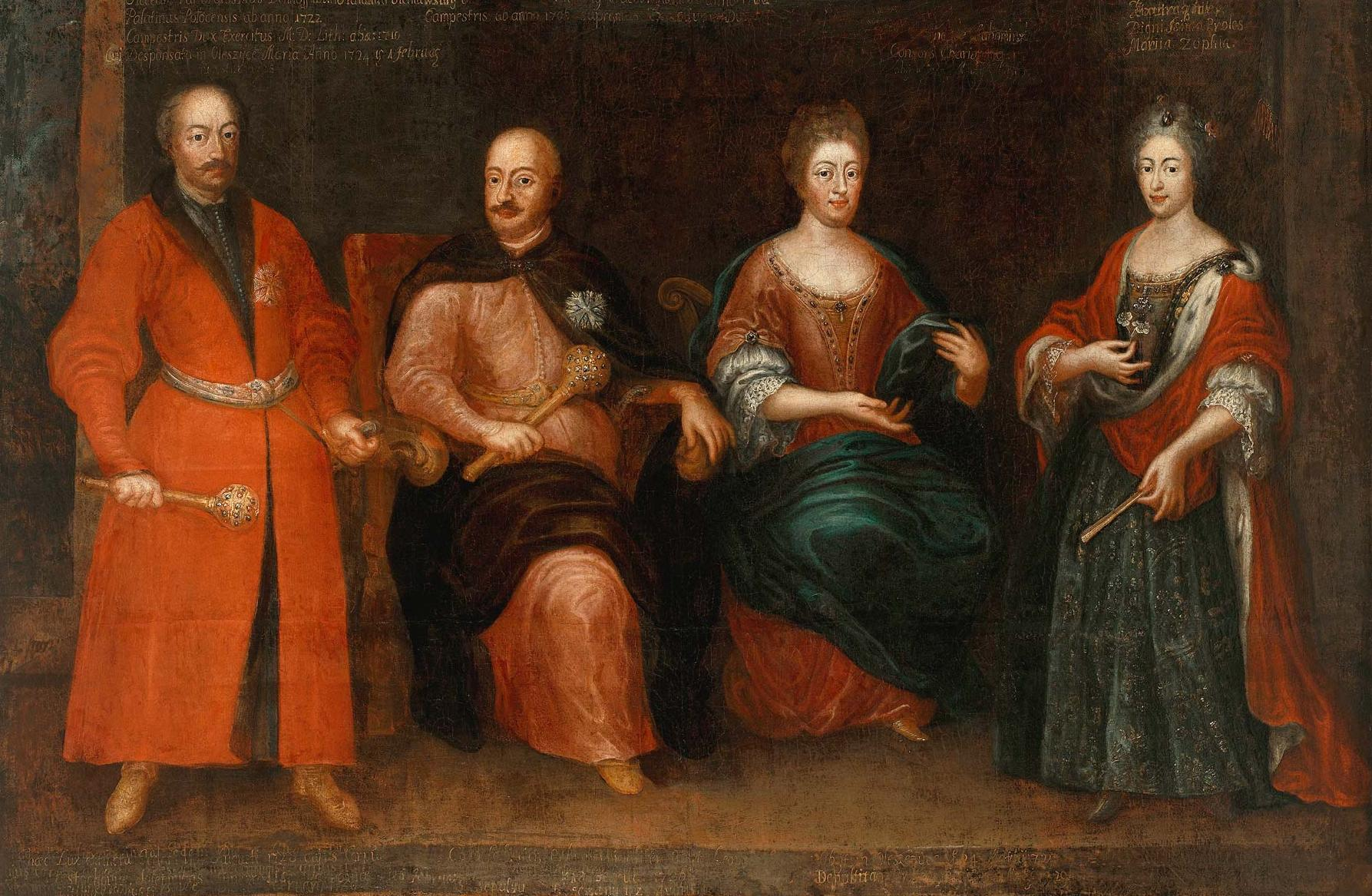
Сім'я Адама Миколая

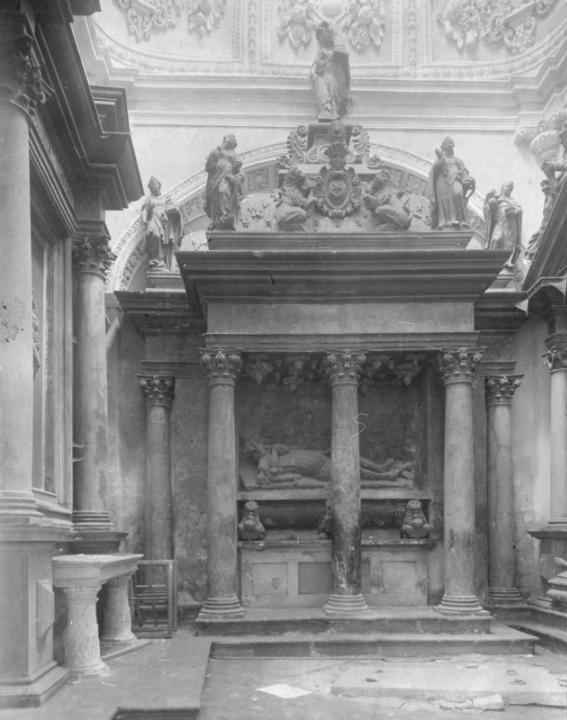

Існувала версія польських авторів, що родоначальником Сенявських гербу Леліва був Рафал Грановський гербу Леліва (син Димітра, накельського каштеляна), який одружився з дідичкою Сеняви та почав підписуватися як Сенявський.
- Ґунтер з Сеняви — суддя земський львівський.
  - Рафаїл, сини:
    - Микола (1489–1569) — великий гетьман коронний, польний гетьман коронний, руський воєвода
      - Геронім (Єронім) — староста галицький і коломийський, з 28 жовтня 1553 p.[2] / 1554 року, каштелян і підкоморій кам'янецький, воєвода руський
        - Адам Єронім (1576–1616) — внук Миколая, підчаший коронний.
          - Прокоп — хорунжий надвірний коронний
            - Адам Єронім (1623–1650) — син Прокопа, писар польний коронний.
              - Микола-Геронім (1645–1683) — польний гетьман коронний, волинський воєвода.
                - Адам-Миколай (1666–1726) — син Миколая-Єроніма, польний і великий гетьман коронний.
                  - Марія Софія — дружина Станіслава Ернеста Денгоффа, Авґуста Олександра Чорторийського

                - Йоанна — дружина Стефана Александера, мати Миколи Василя Потоцьких
                - Теофіля — дружина Александра Яна Яблоновського (уклали шлюб у 1698 році[3]), у 1730 році — вдова, дідичка, зокрема, Моринців (нині Звенигородський район).[4]

      - Микола (?—1587) — син гетьмана Миколая, польний гетьман коронний, кам'янецький каштелян.
      - Катерина — дружина Анджея Бучацького-Творовського
      - Іван (Ян) — суддя земський галицький
      - Рафаїл — каштелян кам'янецький, любачівський

    - Олександр — помер 1568, був похований у домініканському костелі Божого тіла Львова.
      - Софія — дружина Яна Олесніцького
      - Анна — дружина сондецького каштеляна Станіслава Стадніцького

    - Прокоп — син Рафала, стольник львівський.
      - Прокоп — маршалок надвірний коронний

  - Іван (пом. 1502), друга дружина — донька львівського хорунжого Северина Гербурта Барбара[5][6]

- Микола — підсудок (зокрема, 30 січня 1470 року),[7][8] потім суддя земський галицький (зокрема, у 1475 році[9])
- Анна, чоловік — Михайло Кердей з Хотіня[10], його батько — Сигізмунд Кердей — хорунжий львівський, син Грицька Кердейовича